# GRB 221009A
GRB 221009A ist die Bezeichnung eines Gammablitzes (englisch gamma-ray burst, kurz GRB), der am 9. Oktober 2022 im Sternbild Pfeil aufgezeichnet wurde. Es handelt sich um den stärksten jemals registrierten Gammablitz, weshalb er inoffiziell auch als BOAT (abgekürzt für englisch Brightest of all Time ‚Hellster aller Zeiten‘) bezeichnet wird. Der Energieausbruch ereignete sich vor 1,9 Milliarden Jahren, während seine Distanz zur Erde aufgrund der Expansion des Universums heute bei 2,4 Mrd. Lichtjahren liegt.

## Beobachtung

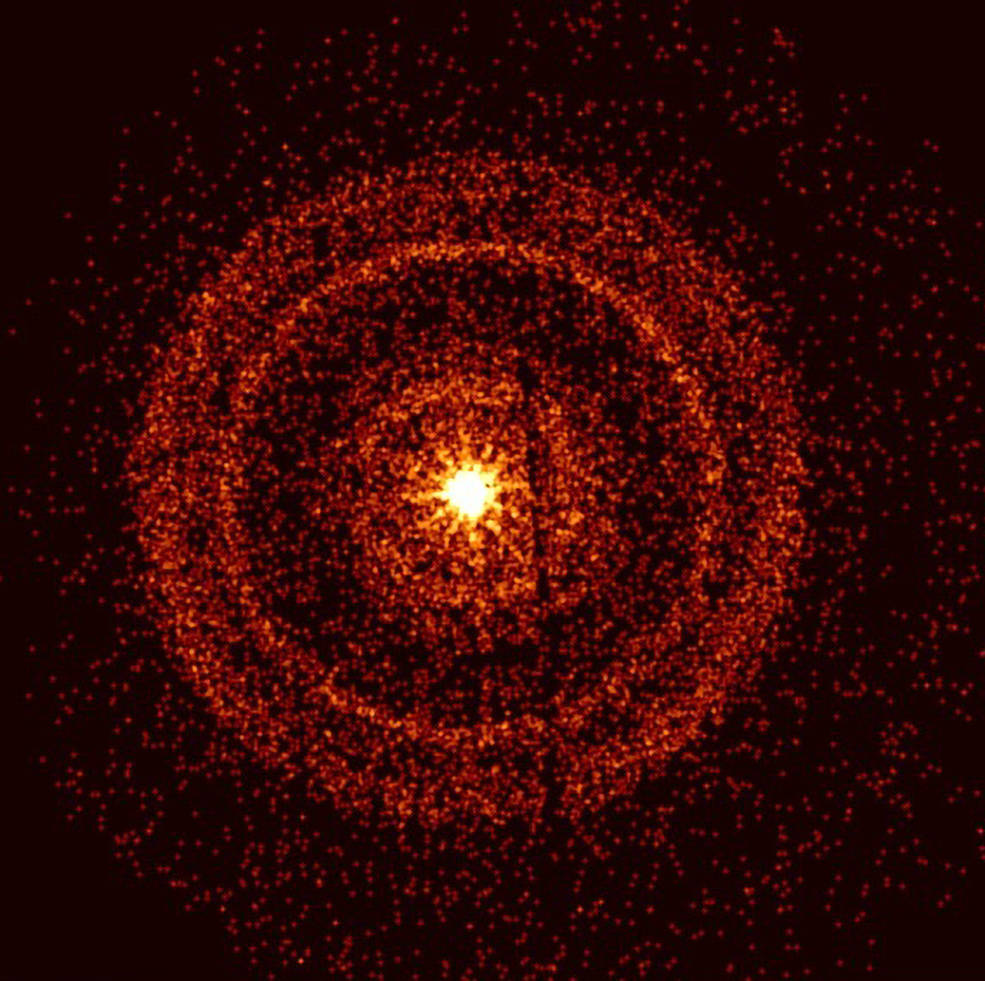
Lichtechos von GRB 221009A, die beim Durchqueren interstellarer Staubwolken entstanden

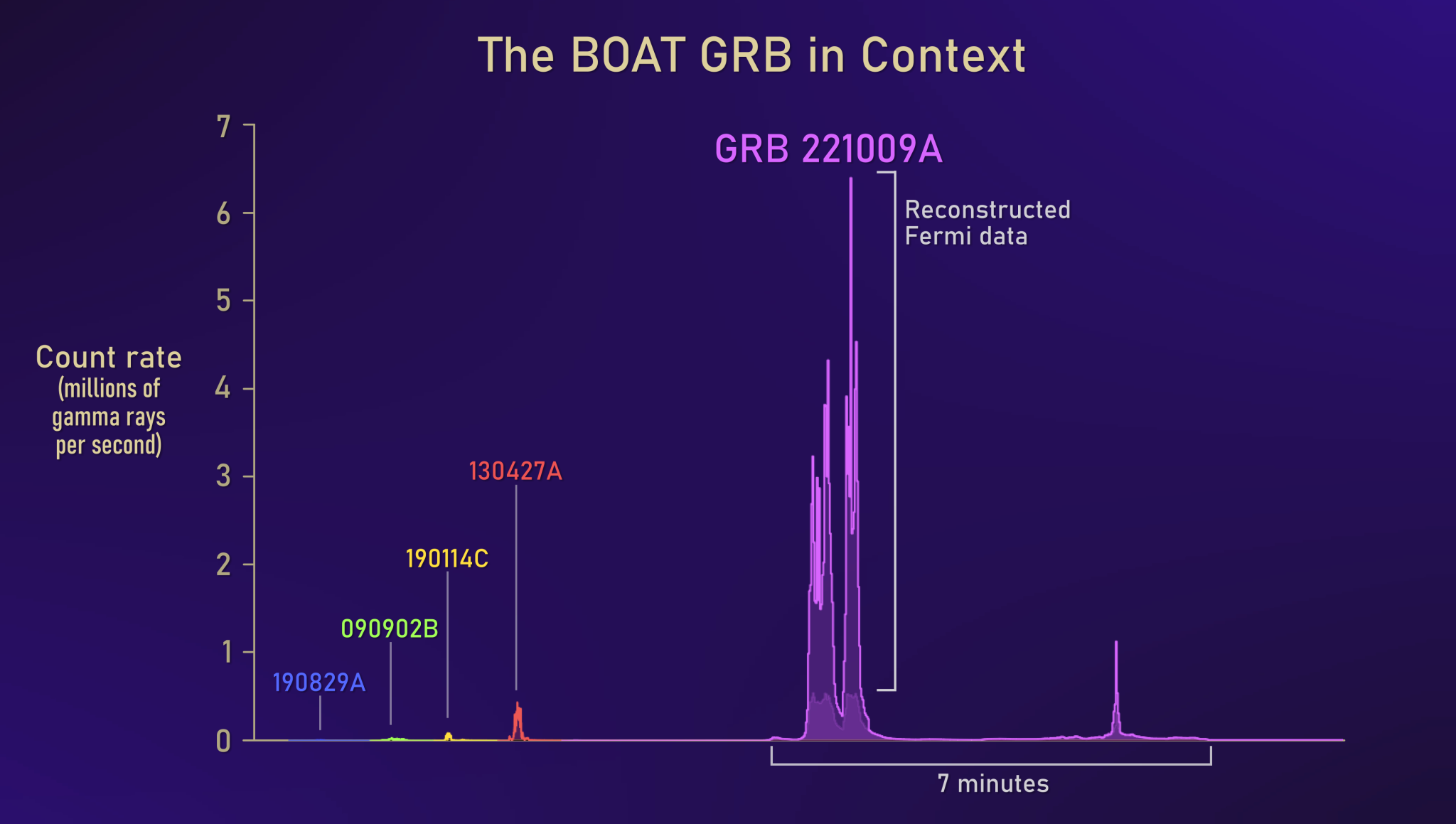
Die initial gemessene Strahlungsenergiekurve von GRB 221009A im Vergleich zu vorherigen hochenergetischen Gammablitzen

Am 8. Oktober 2022 registrierte als erstes die Raumsonde Voyager 1, die sich 19 Lichtstunden entfernt im interstellaren Raum befand, einen ungewöhnlich großen Einstrom energiereicher Strahlung. Dann erfassten diverse Weltraumteleskope in Erdnähe dieses Ereignis, darunter Fermi-GST, Swift, SolO, AGILE, Wind, INTEGRAL, HXMT und STPSat-6, sowie erdgebundene Observatorien, wie z. B. dem LHAASO. Aus den Messdaten der Weltraumteleskope ließen sich isotrope Strahlungsenergien (Eiso) im Bereich von 3–5·1047 J und maximale Strahlungsenergien / Sekunde (Liso) von bis zu 2,1·1047 J ermitteln. Die Gesamtenenergie des Blitzes wird seit 2023 auf 1,5·1048 J geschätzt. Der Liso-Wert stellt ebenfalls einen Extremwert innerhalb der Aufzeichnungen dar und wird nur durch wenige Gammablitze, wie z. B. GRB 110918A, übertroffen. Schätzungsweise wird bei nur einem von 10.000 Gammablitzen eine vergleichbar hohe isotrope Strahlungsenergie beobachtet. Bei diesem ca. 7 Minuten andauernden Gammablitz wurde mit bis zu 18 TeV die bisher höchste bei einem Gammablitz beobachtete Photonenenergie nachgewiesen.
Die Quelle des Gammablitzes lag sehr nahe bei der Galaktischen Ebene (l = 52.96°, b = 4.3°). Dadurch durchquerte er mindestens 20 Staubwolken und erzeugte Lichtechos. Die energiereichen Photonen interagierten weiterhin mit Photonen des extragalaktischen Hintergrundlichts (CUVOB), wodurch der Gammablitz auf dem intergalaktischen Weg zur Erde weiter an Strahlungsenergie verlor. Anhand spektroskopischer Messungen konnte seine Rotverschiebung mit z = 0,151 bestimmt werden und damit seine Distanz zur Erde. Auch wegen seiner relativ geringen Entfernung von nur 2,4 Milliarden Lichtjahren ist er einer der hellsten jemals beobachteten Gammablitze.
Spektroskopische Messungen des Nachleuchtens von GRB 221009A ergaben bisher keine Hinweise auf die Entstehung von schweren Elementen durch den r-Prozess als Teil einer Supernova, wobei es Hinweise zu einer besonders geringen Metallizität des Vorläufersterns gibt.
Beim Eindringen der Strahlung in die Erdatmosphäre kam es zu Störungen innerhalb der D-Schicht der Ionosphäre, die mittels Sensoren zur Messung elektrischer Felder durch den Satelliten CSES erfasst worden sind.

## Ursache und Entstehung
GRB 221009A wurde wahrscheinlich durch die Explosion eines massereichen Sternes, d. h. einer Supernova verursacht. Lange andauernde, hochenergetische Gammablitze entstehen häufig durch schnell rotierende, massereiche Sterne, die am Ende ihrer Lebensdauer in Gravitationskollaps-Supernovae übergehen. Außerdem kann eine geringe Metallizität des Vorläufersterns vorteilhaft zur Aufrechterhaltung des Drehimpulses während des Kernkollapses sein, wodurch die Ausbildung eines gebündelten, hochenergetischen Strahlungskegels oder Jets begünstigt wird. Bei Messungen des Nachleuchtens mit Hilfe der Nahinfrarotmessgeräte des James-Webb-Weltraumteleskops (NIRcam und NIRSpec) wurden 2 von 3 Emissionslinien des Calcium-II-Triplets und Sauerstoff-I gefunden. Diese lassen sich typischerweise bei der Spektralanalyse kernkollabierender Typ II Supernovae nachweisen. Die außergewöhnlich geringe Metallizität des Vorläufersterns und der Muttergalaxie könnte weiterhin die Bildung eines gebündelten, hochenergetischen Gammablitzes begünstigt haben.